# Le Voleur de Tanger
Pour plus de détails, voir Fiche technique et Distribution.
Le Voleur de Tanger (titre original : The Prince who was a thief) est un film américain réalisé par Rudolph Maté, sorti en 1951.

## Synopsis
Julna, roi des voleurs, a été élevé par Yussef tout en ignorant ses origines princières. Avec l'aide de la jeune Tina, il organise le vol du trésor du bey de Tanger. Mais Tina dérobe aussi la perle rose de Fatima. Julna décide de la lui restituer mais il est pris dans une embuscade...

## Fiche technique
- Titre original : The Prince who was a thief
- Réalisation : Rudolph Maté
- Scénario : Gerald Drayson Adams et Æneas MacKenzie d'après une histoire de Theodore Dreiser
- Photographie : Irving Glassberg
- Montage : Edward Curtiss
- Musique : Hans J. Salter
- Costumes : Bill Thomas
- Production : Leonard Goldstein
- Pays de production :  États-Unis
- Genre : Aventure
- Durée : 88 minutes
- Dates de sortie :
  - États-Unis : 29 juin 1951 (Détroit), 2 juillet 1951 (New York)
  - France : 22 février 1952
- Affiche : René Lefèbvre (France)

## Distribution
- Tony Curtis (VF : Hubert Noël) : Julna
- Piper Laurie (VF : Gilberte Aubry) : Tina
- Everett Sloane (VF : Georges Hubert) : Yussef
- Jeff Corey (VF : Raymond Destac) : Emir Mokar
- Betty Garde (VF : Lucienne Givry) : Mirza
- Marvin Miller (VF : Serge Nadaud) : Hakar
- Peggie Castle (VF : Jacqueline Ferrière) : Princesse Yasmin
- Donald Randolph (VF : Abel Jacquin) : Prince Mustapha
- Nita Bieber : Cahuena
- Milada Mladova : la danseuse
- Hayden Rorke : Basra
- Midge Ware : Sari
- Carol Varga : Beulah
- King Donovan : Merat